# François Hubert Prume
François Hubert Prume (3. června 1816 – 14. července 1849 Lutich) byl belgický houslista a hudební skladatel.
Vystudoval konzervatoře v Lutychu a Paříži. V roce 1833 se stal profesorem na konzervatoře v Lutychu, kde působil až do roku 1839. V letech 1840–1844 působil jako cestující houslista a měl značné úspěchy. V roce 1845 začal opět působit na konzervatoři v Lutychu, ale již o rok později oslepl a v roce 1848 onemecněl duševní chorobou.

## Dílo
- Melancholie